# Wasting Love
Wasting Love е третият сингъл от албума „Fear of the Dark“ на британската хевиметъл група Айрън Мейдън. Това е първата и единствена пауър балада на групата, издадена като сингъл („Strange World“ и „Prodigal Son“ не са издавани като сингли). Сингълът е издаден официално само в Нидерландия, въпреки че две различни промоционални CD-та са изпратени до радиостанции в САЩ.

## Състав
- Брус Дикинсън – вокал
- Дейв Мъри – китара
- Яник Герс – китара, беквокали
- Стив Харис – бас, беквокали
- Нико Макбрейн – барабани

|  | Тази страница частично или изцяло представлява превод на страницата Wasting Love в Уикипедия на английски. Оригиналният текст, както и този превод, са защитени от Лиценза „Криейтив Комънс – Признание – Споделяне на споделеното“, а за съдържание, създадено преди юни 2009 година – от Лиценза за свободна документация на ГНУ. Прегледайте историята на редакциите на оригиналната страница, както и на преводната страница, за да видите списъка на съавторите. ВАЖНО: Този шаблон се отнася единствено до авторските права върху съдържанието на статията. Добавянето му не отменя изискването да се посочват конкретни източници на твърденията, които да бъдат благонадеждни. |